# Szent Kasszia
Szent Kasszia vagy Kassziané (ógörögül: Κασσιανή), (Konstantinápoly, 805/810 körül – Konstantinápoly, 865 előtt) középkori bizánci apáca, egyházi költőnő.
A korabeli bizánci történetírók – és nem saját művei – árulnak el részleteket az életéről. Eszerint fiatalkorában részt vett szépségversenyen, ahol felkeltette a fiatal Theophilosz bizánci császár figyelmét. A császár feltett neki egy kérdést, mire Kasszia talpraesetten és bátran válaszolt. A császár azonban – valószínűleg túlzott okossága miatt – végül nem őt, hanem egy Theodóra nevű hölgyet választott feleségül.
Kassziától különböző himnuszok maradtak fenn, melyekből ezidáig mindössze egy olvasható magyar nyelven. A görög ortodox egyház szentként tiszteli, ünnepét szeptember 7. napján üli meg.

## Művei magyarul
- A bűnbánó asszony éneke (ford. Berki Feriz) INː (szerk.) Simon Róbert – Székely Magda – Dimitriosz Hadziszː A bizánci irodalom kistükre, Európa Könyvkiadó, Budapest, 1974, ISBN 963-07-0345-9, 489–491. o.